# Озерковская набережная
Озерко́вская на́бережная — набережная по правому (южному) берегу Водоотводного канала в районе Замоскворечье Центрального административного округа города Москвы. Лежит между Руновским переулком и Малым Краснохолмским мостом. Нумерация домов ведётся от Руновского переулка. На набережную выходят Руновский, Озерковский, Большой Татарский переулки и 2-й Озерковский тупик, фактически поглощённый стройплощадкой, а также пешеходный Зверев мост через канал.

## Происхождение названия
Озерки — водоёмы на месте старицы реки Москвы, существовавшие до прокладки Водоотводного канала в 1780-е гг. Также были известны как ендовы (см. Храм Великомученика Георгия Победоносца в Ендове), ровушки (см. Раушская набережная).

## История

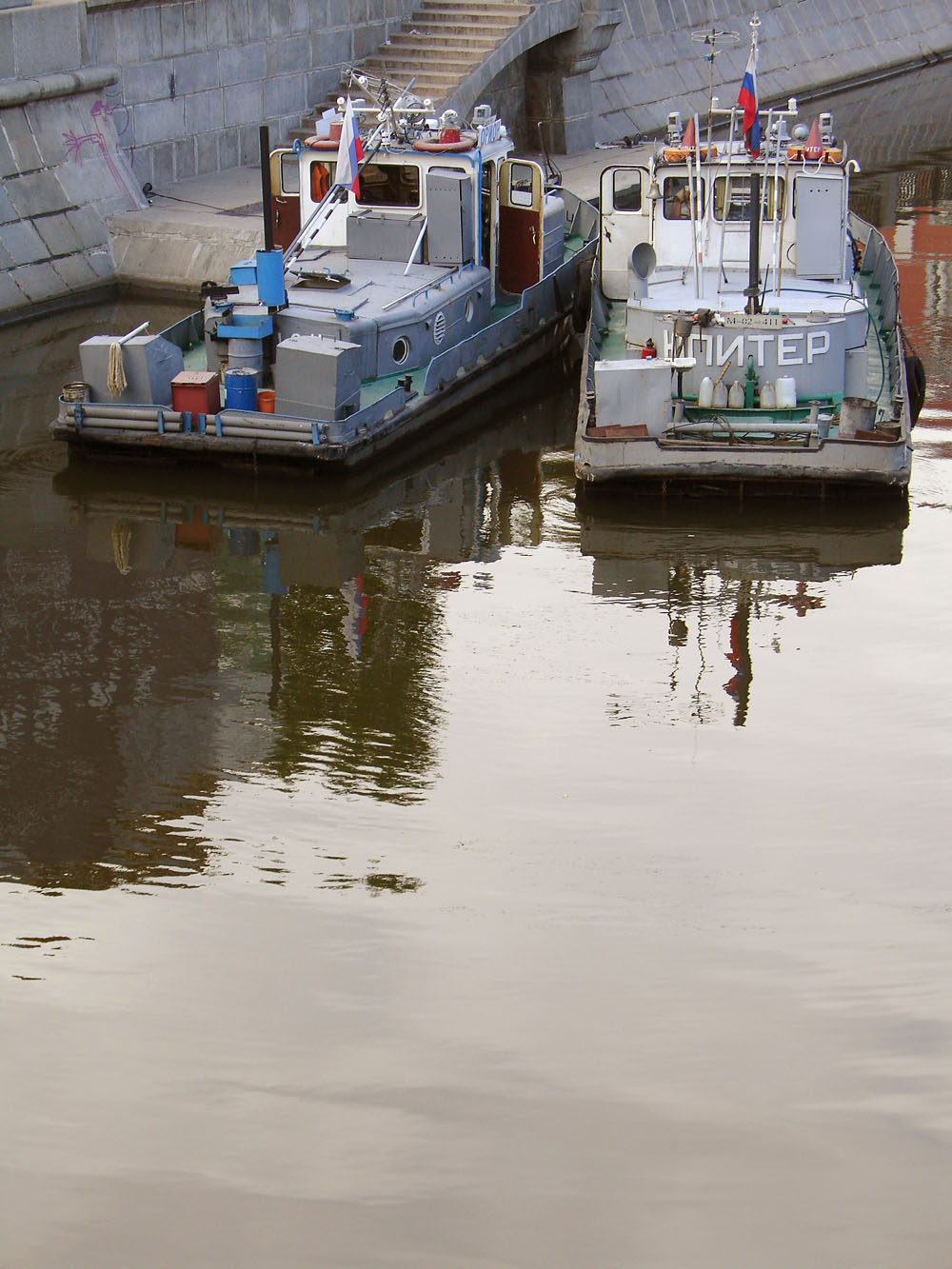
Малые рабочие суда на Озерковской набережной, близ Малого Краснохолмского моста.

Несмотря на прокладку канала и устройство в 1830-е годы Бабьегородской плотины, низменные земли между старицей и Татарскими улицами оставались незастроенными вплоть до третьей четверти XIX века — слишком высок был риск наводнений. Прожектированный план Никола Леграна (1775) даже предполагал затопить земли в конце нынешней набережной для организации речного порта, и первоначально канал в нижнем течении действительно был вдвое шире, чем сегодня. Капитальные дома строились только в западной части нынешней набережной, выше Озерковского переулка.
Отчасти по этой причине между Озерковской набережной и Татарскими улицами такая редкая для исторического центра сетка переулков — она сложилась только в ходе индустриализации района, когда по Озерковской набережной возникли крупные предприятия — будущий завод турбинных лопаток и автотракторный институт. На противоположной стороне канала была выстроена большая суконная фабрика (б. Краснохолмский камвольный комбинат), а для связи двух рабочих районов уже в 1930 был построен Зверев мост.
В 2005—2007 начался (и продолжается) снос и «реконструкция» промышленных кварталов по Озерковской.

## Реконструкция и благоустройство
Озерковская набережная была обновлена в 2019 году (в комплексе с Овчинниковской). Благоустройство проводилось с учетом интересов пешеходов. Так, на Озерковской набережной были ликвидированы некоторые автомобильные парковки и расширены тротуары. Для велосипедистов установлены велопарковки. В качестве мест для тихого отдыха стоят скамейки, табуреты, шезлонги. Обустроены газоны.

## Примечательные здания и сооружения

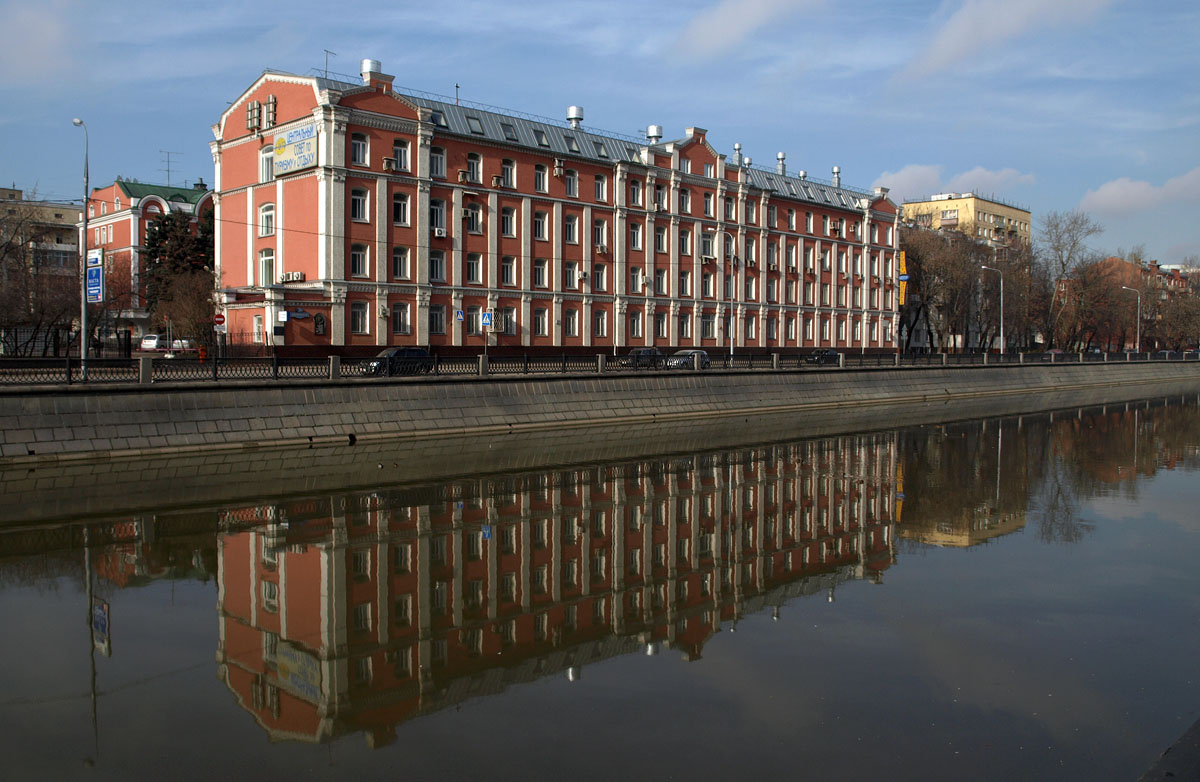
№ 50, производственный корпус (1908, архитектор А. Н. Милюков).

### По нечётной стороне
- Водоотводный канал

### По чётной стороне
- № 6 — 18, 52 — 56 — трехэтажная застройка XIX века.
- № 8 стр. 1 — жилой дом (1877, архитектор А. А. Мейнгард).
- № 12,  ЦГФО — жилой дом — административное здание (1901, архитектор Н. Н. Сычков).
- № 16/2,  ЦГФО — жилой дом (1904, архитектор О. Г. Пиотрович).
- № 22—24 — многофункциональный офисно-деловой комплекс (2007—2011, архитектор С. О. Кузнецов).
- № 48/50 — жилой дом. Здесь жили фотографы Эммануил Евзерихин[2] и Евгений Халдей[3].
- № 50 — Центральный совет по туризму и экскурсиям (1908, архитектор А. Н. Милюков), на доме установлена мемориальная доска в память Н. Н. Озерова.

## Транспорт
- Метро Новокузнецкая — начало набережной.
- Метро Павелецкая — конец набережной.